# Стара Сушиця
Стара Сушиця (словен. Stara Sušica) — поселення в общині Півка, Регіон Нотрансько-крашка, Словенія. Висота над рівнем моря: 421,4 м.